# Montecarlo Vin Santo riserva
Il Montecarlo Vin Santo riserva è un vino DOC la cui produzione è consentita nella provincia di Lucca.

## Caratteristiche organolettiche
- colore: dal giallo paglierino al dorato, all'ambrato intenso
- odore: etereo, intenso, caratteristico
- sapore: armonico, vellutato, con più pronunciata rotondità per il tipo amabile

## Produzione
Provincia, stagione, volume in ettolitri
- nessun dato disponibile